# 尤里·貝爾奇切
尤里·貝爾奇切·伊塞塔（西班牙語：Yuri Berchiche Izeta；1990年2月10日—）是一位西班牙足球運動員。在場上的位置是左後衛。現在效力於西甲球隊毕尔巴鄂。他也曾代表西班牙國青隊參賽。

## 榮譽

### 俱樂部
畢爾包
- 西班牙超級盃冠軍：2020–21年[2]

## 外部連結
- Soccerway資料庫：尤里·貝爾奇切